# 东黑白疣猴
东黑白疣猴（学名：Colobus guereza），是猴科的一种黑白疣猴，分布在非洲中西部和东部，包括喀麦隆、赤道几内亚、尼日利亚、埃塞俄比亚、肯尼亚、坦桑尼亚、乌干达和乍得。该物种有几个亚种，在外观上有所不同。它有与众不同的外貌，体现在其名称上。长长的白毛沿着躯体的两边分布。它的脸是凹陷的，脸上的毛为白色，并有一个很大的白色尾巴。
东黑白疣猴是日行性动物，在树上生活。在落叶和常绿的森林中均右边发现。这是一个适应性强的物种，能应付栖息地干扰，更喜欢靠近河流或湖泊的次生林。尽管以前认为它们只吃树叶，如今也被发现吃种子，水果和节肢动物。它的特殊构造的胃可以消化高纤维的植物原料。并且可能一段时间只吃几个品种的植物。它被猛禽和一些哺乳动物如黑猩猩和豹所捕食。
东黑白疣猴团体生活，一般成员3到15只。这些团体通常包括占主导地位的雄性，一些雌性和后代。它是一夫多妻制的交配系统，交配由声音交流发起。孕期为五个月，幼崽出生时皮肤为粉红色，毛发为白色，在3到4个月内变暗到成猴的颜色。